# Kwietnik (wieś)
Kwietnik – wieś w Polsce, położona w województwie warmińsko-mazurskim, w powiecie elbląskim, w gminie Młynary. 

## Podział administracyjny
W latach 1975–1998 miejscowość administracyjnie należała do województwa elbląskiego.